# David Foster Wallace
David Foster Wallace, all'anagrafe David Wallace (Ithaca, 21 febbraio 1962 – Claremont, 12 settembre 2008), è stato uno scrittore e saggista statunitense.
Il romanzo di Wallace del 1996 Infinite Jest è stato citato dalla rivista Time come uno dei 100 migliori romanzi in lingua inglese dal 1923 al 2005, mentre l'editore del Los Angeles Times David Ulin ha definito Wallace "uno degli scrittori più influenti e innovativi degli ultimi 20 anni". L'ultimo romanzo incompiuto di Wallace, Il re pallido, è stato pubblicato nel 2011 utilizzando gli appunti che lui stesso aveva fatto in modo di far trovare ed è stato un finalista per il Premio Pulitzer 2012 per la narrativa. Una biografia di Wallace è stata pubblicata nel settembre del 2012 e un'estesa letteratura critica sul suo lavoro si è sviluppata negli ultimi dieci anni.

## Biografia
David Foster Wallace nacque ad Ithaca, città situata a 400 km da New York, il 21 febbraio del 1962, figlio di James Donald Wallace e di Sally Jean Foster. Visse a Champaign, nell'Illinois, fino alla quarta elementare per poi trasferirsi a Urbana, dove frequentò la Yankee Ridge School. Iscritto all'Amherst College, la stessa università del padre, vi si laureò nel 1985 in letteratura inglese e in filosofia, con una specializzazione in logica modale e matematica, per poi frequentare il primo semestre del corso di filosofia presso l'Università di Harvard, che abbandonò alla fine del 1989 dopo il ricovero alla clinica psichiatrica McLean's.
La sua tesi sulla logica modale, intitolata Richard Taylor's 'Fatalism' and the Semantics of Physical Modality (soggetto del saggio del 2008 del The New York Times Consider the Philosopher) fu premiata con il Gail Kennedy Memorial Prize. Nel 1987 ottenne un Master of Fine Arts in scrittura creativa alla University of Arizona. Insegnò alla Illinois State University per gran parte degli anni novanta e nell'autunno del 2002 diventò professore di scrittura creativa e letteratura inglese al Pomona College, in California.
Il suo romanzo d'esordio, La scopa del sistema, si ispira alla sua seconda tesi universitaria ed uscì nel 1987. La critica notò subito il talento di Wallace che, a soli venticinque anni, si distingueva per lo stile ironico, complesso e acuto e nello stesso anno fu insignito del Whiting Award nella categoria "Narrativa" del valore di 25000 dollari. Nel 1989 uscì negli Stati Uniti La ragazza con i capelli strani, una raccolta di racconti che tocca temi tipici di Wallace e fu considerata un suo manifesto poetico e stilistico.
Il secondo romanzo, Infinite Jest, uscì nel 1996 e fece diventare Wallace un autore di culto internazionale. Nel 2005 la rivista Time lo incluse nella lista dei cento migliori romanzi di lingua inglese dal 1923 al 2005. Il romanzo, considerato il capolavoro dello scrittore statunitense, descrive la complessità della società contemporanea: le difficoltà nei rapporti interpersonali, l'uso delle droghe, il ruolo sempre più importante del mondo dello spettacolo, dei media e dell'intrattenimento, l'esasperata competizione sociale raccontata attraverso il tennis, sport praticato a livelli agonistici dallo stesso autore.
Definito dal New York Times un "Émile Zola post-millennio" e "la mente migliore della sua generazione", la critica lo ha spesso paragonato ad autori celebrati come Thomas Pynchon, Don DeLillo, Vladimir Nabokov e Jorge Luis Borges. Considerato uno dei rappresentanti della corrente letteraria Avantpop, ricevette diversi premi, tra cui il MacArthur Fellowship.

### Morte
Secondo il padre di Wallace, David soffrì di depressione per oltre vent'anni e solo la cura a base di antidepressivi che seguiva gli permetteva di essere produttivo. Gli effetti collaterali dovuti ai farmaci che assumeva lo indussero, nel giugno 2007, ad interrompere la terapia a base di fenelzina, con il benestare del proprio medico.
La depressione si ripresentò e Wallace sperimentò altre cure, inclusa la terapia elettroconvulsivante. Infine tornò ad assumere fenelzina, ma questa non gli faceva più effetto. Il 12 settembre 2008, a 46 anni, Wallace scrisse un messaggio di addio di due pagine, corresse parte del manoscritto di Il re pallido e si impiccò ad una trave di casa sua, a Claremont, in California. Il corpo fu rinvenuto dalla moglie, Karen Green.

## The End of the Tour
A partire dal libro-intervista di David Lipsky Come diventare se stessi, è stato realizzato il film The End of the Tour - Un viaggio con David Foster Wallace, uscito negli Stati Uniti il 31 luglio 2015 e in Italia l'11 febbraio 2016. La storia narrata è quella del viaggio di cinque giorni, compiuto nell'inverno del 1996, da Foster Wallace assieme al giornalista di Rolling Stone David Lipsky (interpretati rispettivamente da Jason Segel e Jesse Eisenberg). The End of The Tour racconta i cinque giorni di intervista di Lispky a Wallace, le loro ambizioni e aspirazioni e la nascita di una breve ma intensa amicizia.
Wallace aveva all'epoca trentaquattro anni ed era stato da poco lanciato, con la pubblicazione del romanzo Infinite Jest, come una delle grandi promesse della letteratura americana; Lipsky di anni ne aveva trentuno e anch'egli stava cercando la propria strada nella vita. L'intervista non fu subito pubblicata e le cassette audio finirono in uno scantinato di Lipsky. I due non si incontrarono più e solamente dopo il suicidio di Wallace Lipsky decise di raccontare in un libro quel viaggio e quell'amicizia.

## Aneddoto sul cognome
L'autore, ne Il re pallido, racconta di aver deciso di anteporre il cognome della madre a quello del padre a seguito di un episodio avvenuto quando lavorava presso l'Internal Revenue Service, l'agenzia statunitense delle entrate, nella quale la sua confusione con un omonimo aveva determinato una serie di spiacevoli conseguenze; in realtà gli eventi che lo scrittore descrive sono fittizi, inventati per conferire una parvenza di realismo all'intera vicenda narrata: David Foster Wallace non ha mai lavorato per l'Internal Revenue Service.

## Opere

### Romanzi
- La scopa del sistema (The Broom of the System, 1987), trad. Sergio Claudio Perroni, Roma: Fandango, 1999, 502 pp. ISBN 88-87517-02-9; Torino: Einaudi, 2008, 553 pp. ISBN 978-88-06-18104-8
- Infinite Jest (1996), trad. Edoardo Nesi con la collaborazione di Annalisa Villoresi e Grazia Giua, Roma: Fandango, 2000, 1434 pp. ISBN 88-87517-10-X; nuova ed. Torino: Einaudi, 2006, 1281 pp.  ISBN 88-06-17872-5 ISBN 978-88-06-17872-7
- Il re pallido (The Pale King, 2011) (incompiuto), postumo, trad. Giovanna Granato, Milano, Einaudi, 2011, 728 pp. ISBN 978-88-06-20335-1

### Racconti

#### Raccolte di racconti
- La ragazza con i capelli strani (Girl with Curious Hair, 1990), trad. Francesco Piccolo, postfazione di Mattia Carratello, Torino: Einaudi, 1998, 202 pp. ISBN 88-06-15000-6; come La ragazza dai capelli strani, trad. Martina Testa, prefazione di Zadie Smith, Roma: Minimum fax, 2003, 285 pp. ISBN 88-87765-92-8; n. ed. con un racconto inedito, ivi, 2008, 339 pp. ISBN 978-88-7521-191-2
- Brevi interviste con uomini schifosi (Brief Interviews with Hideous Men, 1999), introduzione di Fernanda Pivano, trad. Ottavio Fatica e Giovanna Granato, Torino: Einaudi, 2000, 288 pp. ISBN 88-06-15467-2 ISBN 978-88-06-18537-4
- Oblio (Oblivion: Stories, 2004), trad. Giovanna Granato, Torino: Einaudi, 2004, 393 pp. ISBN 88-06-17186-0
- Questa è l'acqua (This Is Water, 2009), a cura di Luca Briasco, trad. Giovanna Granato, Torino: Einaudi, 2009, 166 pp. ISBN 978-88-06-19969-2

#### Racconti non antologizzati
- Verso Occidente l'impero dirige il suo corso (Westward the Course of the Empire Takes Its Way, 1989)[11], trad. Martina Testa, Roma: Minimum Fax, 2001, 217 pp. ISBN 88-87765-34-0

### Saggistica
- Piccoli animali inespressivi (Little Expressionless Animals, 1988) in The Paris Review. Il libro, Roma: Fandango, 2010, pp. 215–65 (dal n. 106 della rivista) (Riedito in italiano in "La ragazza con i capelli strani")
- Il rap spiegato ai bianchi (Signifying Rappers: Rap and Race in the Urban Present, 1990), scritto con Mark Costello, trad. Christian Raimo e Martina Testa, prefazione di Frankie hi-nrg mc, Roma: Minimum fax, 2000, 188 pp. ISBN 88-87765-16-2
- Una cosa divertente che non farò mai più (A Supposedly Fun Thing I'll Never Do Again, 1997), trad. Gabriella D'Angelo e Francesco Piccolo, postfazione di Fernanda Pivano, Roma: Minimum fax, 1998, 143 pp. ISBN 88-86568-57-6; nuova ed. rivista, Roma: Minimum fax, 2001, 140 pp. ISBN 88-87765-56-1; nuova ed. con un omaggio di Edoardo Nesi, Roma: Minimum fax, 2010, 164 pp. ISBN 978-88-7521-256-8
- Tennis, tv, trigonometria, tornado (e altre cose divertenti che non farò mai più)[12] trad. Vincenzo Ostuni, Christian Raimo e Martina Testa, Roma: Minimum fax, 1999, 317 pp. ISBN 88-86568-76-2
- Tutto, e di più. Storia compatta dell'infinito (Everything and More: A Compact History of Infinity) (2003), trad. Giuseppe Strazzeri e Fabio Paracchini, Torino: Codice Edizioni, 2005, 262 pp.; nuova ed. rivista, Torino: Codice Edizioni, 2017, 262 pp.
- Considera l'aragosta e altri saggi (Consider the Lobster, 2006), trad. Adelaide Cioni e Matteo Colombo, Torino: Einaudi, 2006, 382 pp. ISBN 88-06-18225-0
- Roger Federer come esperienza religiosa (Roger Federer as Religious Experience, 2006), trad. Matteo Campagnoli, Ed. Casagrande, 2010, 56 pp. ISBN 978-88-7713-602-2. Riedito in Il tennis come esperienza religiosa[13], trad. Giovanna Granato, Einaudi 2012, 96 pp. ISBN 978-88-06-23312-9
- Di carne e di nulla (Both flesh and not, 2013), trad. Giovanna Granato, Torino: Einaudi, 2013, 256 pp. ISBN 978-88-06-21479-1
- Un antidoto contro la solitudine, Interviste e conversazioni (2013), Minumum Fax, 2013, 292 pp. ISBN 978-88-75-21518-7